# 일본의 나우루 점령
일본의 나우루 점령은 제2차 세계 대전 중 태평양 전쟁의 일환으로 당시 오스트레일리아의 위임통치령이었던 나우루가 일본군에 점령되었던 3년간(1942년 8월 26일 ~ 1945년 9월 13일)의 기간이다. 전쟁이 발발하면서 일본의 남양 군도를 둘러싼 태평양의 섬들은 일본의 대본영, 특히 일본의 태평양 도서 지역 보호를 목적으로 하는 일본 해군에게 중요한 관심사가 되었다.
일본은 나우루의 인광석을 활용하고 이 지역의 군사 방어를 강화하기를 희망했다. 일본은 인광석 채굴을 재개하지 못했지만, 나우루를 강력한 요새로 변모시키는 데 성공했으며, 이는 미군이 태평양 재정복 과정에서 나우루를 우회하기로 결정하는데 영향을 주었다. 일본군이 건설한 가장 중요한 기반 시설은 비행장이었는데, 이는 연합군 공습의 반복적인 표적이 되었다.
전쟁은 현지 주민들에게 큰 영향을 미쳤다. 일본군은 인종 계층의 바닥에 있다고 여긴 중국인 노동자를 가혹히 통치했으며, 강제 노동과 잔인한 대우가 흔했다. 또한 일본군은 나우루인의 대부분을 수백 마일 떨어진 미크로네시아 연방의 추크로 강제 이주시켰는데, 열악한 환경으로 추크엣서의 나우루인 사망률은 극도로 높았다. 병력과 외국인 노동자들로 나우루는 식량 부족에 시달렸고, 연합군의 섬 건너뛰기 전략으로 나우루가 완전히 고립되면서 상황은 더욱 악화되었다.
연합군의 공중 및 해상 통제에 의해 일본군의 통치가 사실상 무력화되었음에도 불구하고, 일본군 수비대는 일본의 공식적인 항복 후 11일이 지나서야 항복했다.

## 전쟁 전

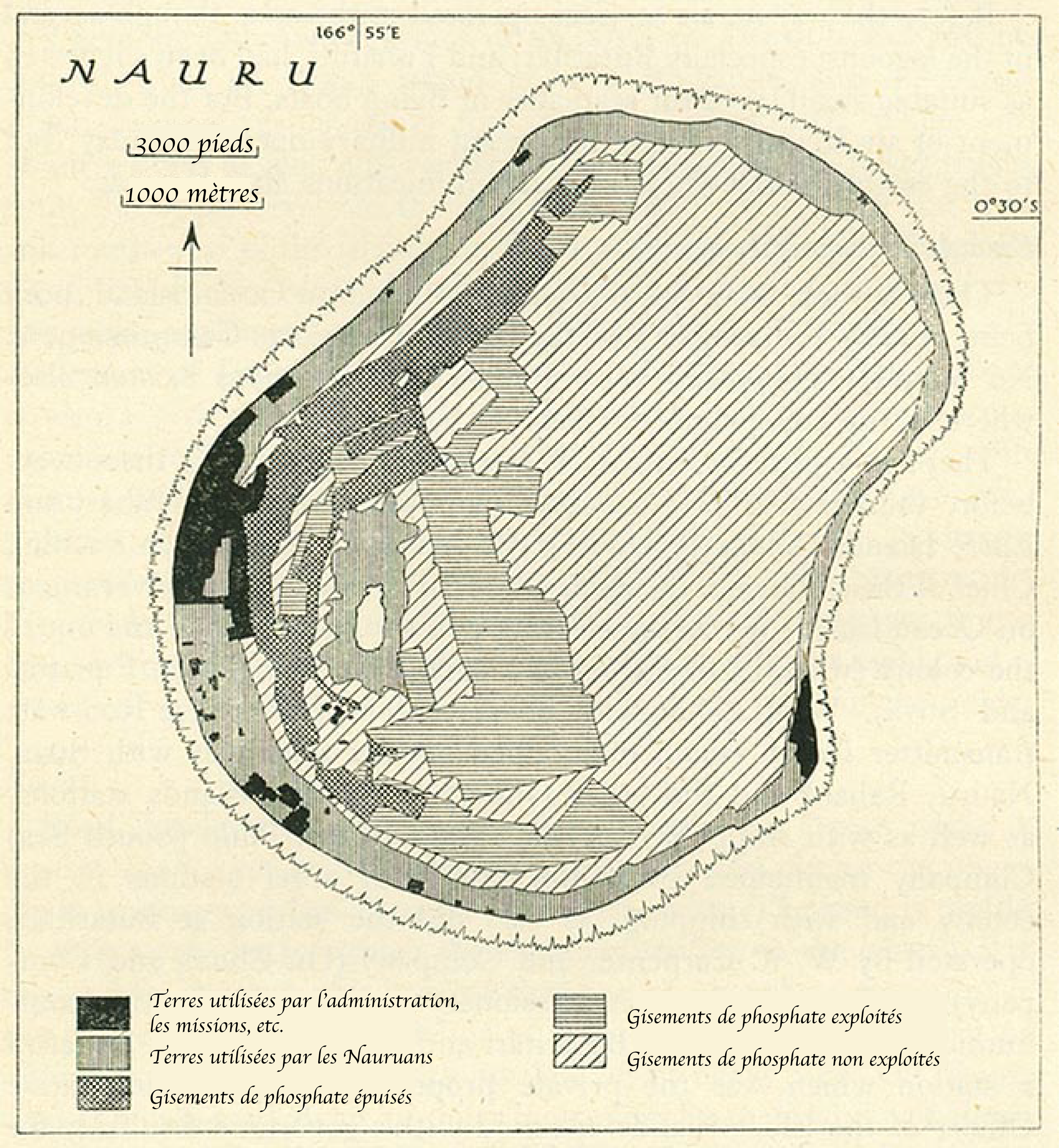
1940년의 나우루 지도. 인광석 채굴지의 범위를 보여준다.

나우루에서의 인광석 채굴 작업은 1906년에 시작되었으며, 당시 나우루는 독일령 뉴기니의 일부였다. 나우루는 세계에서 가장 크고 품질이 좋은 인광석을 보유하고 있었는데, 인광석은 비료의 핵심 성분으로 오스트레일리아와 뉴질랜드의 농업에 전략적으로 중요한 자원이었다. 제1차 세계 대전 이후 나우루는 국제연맹의 신탁통치령으로서 영국 왕실의 통제 하에 들어갔으며, 사실상 오스트레일리아 정부가 관리했다. 채굴 작업을 담당하는 영국 인산염위원회(BPC)는 오스트레일리아 관리들과 기독교 선교사들과 합세하여 나우루인에 대한 온정주의적 관리를 확립했는데, 나우루인들은 채굴 고용에 제한적인 관심만을 보였고, 일반적으로 전통적인 어업 및 농업 활동에 계속 의존했다. 대신 BPC는 주로 중국인과 카나카(특히 길버트인)을 고용해 인산염을 채굴했다.
나우루는 수입 물품을 통해 서구화되기 시작했으며, 이는 현지 주민들이 오스트레일리아 경제에 대한 의존도를 높이는 결과를 가져왔다. 1920년대부터 나우루인들은 토지 채굴에 대한 로열티를 받았는데, 이 수입은 나우루인들의 수요를 충당할 수 있었지만, 섬의 인광석 수출 가치에 비하면 미미했다. 인구는 외부 질병으로 인해 감소했지만, 서서히 적응하며 1932년에는 생존에 필요하다고 여겨지는 인구 문턱인 1,500명에 도달했다. 이는 오늘날에도 나우루에서 안감 데이(Angam Day)로 기념되고 있다.
오스트레일리아와 뉴질랜드에게 나우루가 경제적으로 중요했음에도 불구하고, 섬은 군사적 무방비 상태로 남아 있었는데, 이는 오스트레일리아 행정에 대한 국제연맹 위임통치 조항이 해안 방어 시설 건설을 금지했기 때문이었다. 지리적으로 매우 고립된 섬은 오스트레일리아 해군의 지속적인 감시를 받지 않았고, 항공 순찰의 범위 밖이었다. 그러나 태평양 전쟁 전까지 나우루에 대한 위협은 관찰되지 않았다.
| 중국인                     | 서양인 | 태평양 원주민 | 총 이민자 수 | 나우루인 | 총 인구 |
| -------------------------- | ------ | ------------- | ------------ | -------- | ------- |
| 1350                       | 192    | 49            | 1591         | 1761     | 3552    |
| 출처 : Viviani 1970, 181쪽 |        |               |              |          |         |

## 위협

### 독일의 공격

1940년 12월 7일, 8일, 27일의 독일의 나우루 공격

제2차 세계 대전의 마수는 1940년 12월 초, 민간 화물선으로 위장한 나치 독일의 무장 상선 두 척이 나우루를 목표로 삼으면서 처음으로 나우루에 도달했다. 무장 상선의 목표는 인산염 생산을 방해하여 오스트레일리아와 뉴질랜드의 농업 기반 경제를 약화시키는 것이었다. 오리온, 코메트, 그리고 보급선 쿨메를란트는 주요 기반 시설을 파괴할 목적으로 나우루로 향했다. 악천후로 인해 섬에 상륙할 수 없었지만, 나우루 근해에서 여러 척의 상선을 격침시켰다. 12월 27일, 코메트가 나우루로 돌아왔고, 상륙할 수는 없었으나 포격으로 채광 시설과 부두에 심각한 손상을 입혔다. 보어 전쟁과 제1차 세계 대전에 참전했던 오스트레일리아 육군 예비 중령 출신의 섬 최고 행정관 프레더릭 로이든 챌머스는 이에 분개하여 나우루 해안가를 따라 독일 함선에 욕설을 퍼부었다고 전해진다.

### 일본 제국의 선전포고
일본 제국은 나우루 침공에 대하여 두가지 목표를 가지고 있었다. 첫째는 나우루의 인광석을 확보하는 것이었고, 둘째는 나우루가 길버트 제도에 공습을 가하고 오스트레일리아와 북아메리카 사이의 항로를 위협할 수 있는 좋은 군사 기지였기 때문이다.
일본군은 1941년 12월 8일(서반구에서는 12월 7일),  미국, 영국, 네덜란드, 오스트레일리아군(ABDA)에 대한 공격을 개시했다. 같은 날, 나우루 상공에서 일본군 정찰기가 목격되었다. 첫 공격은 12월 9일에 발생했다. 마셜 제도에서 출격한 일본군 전투기가 나우루의 무선국을 폭격했지만, 어떠한 피해도 입히지 못했다. 동쪽으로 350km 떨어진 바나바섬의 정찰병들에게 경고를 받은 나우루의 시민과 노동자들은 공격 전에 대피할 수 있었다. 다음 날, 또 다른 일본군 전투기가 무선국에 두 번째 폭격을 가했으나 다시 실패했다. 첫 전투 후 사흘이 지난 날, 네 대의 일본군 전투기가 저고도 공격을 감행하여 마침내 무선국을 파괴하는데 성공했다. 이 사흘 동안, 51개의 폭탄이 무선국 또는 그 근처에 떨어졌다. 섬의 총독인 프레데릭 로이든 챌머스 중령은 캔버라에 전보를 보내 일본군이 인광석을 위해 섬을 점령할 의도가 있기 때문에 인산염 생산 시설을 파괴하지 않았다고 생각한다고 밝혔다. 전보국이 파괴되며 나우루의 해상 연락망은 끊어졌고, 세계로부터 고립되었다. 보급품을 싣고 섬으로 향하던 BPC 선박 트리엔자(Trienza)는 회항 명령을 받았다. 1942년 2월 말까지 나우루 상공에서 매일 일본군 전투기가 목격되었다.
태평양의 다른 지역에서는 일본군의 진격이 계속되었다. 일본군은 1941년 크리스마스 동안 나우루 북동쪽의 길버트 제도를 점령했고, 1942년 1월에는 나우루 남서쪽의 라바울을 점령하여 군사 기지를 건설했다. 따라서 나우루는 일본군의 두 주요 진격 축선 사이에 고립되었다.

### 서양인과 중국인의 대피

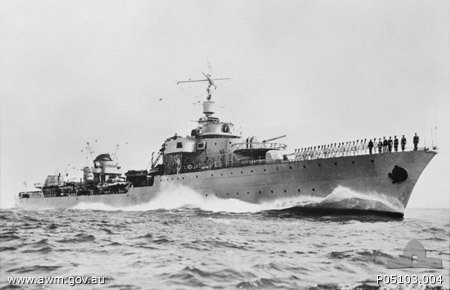
1942년 2월 나우루인들을 대피시키는 프랑스 해군의 르 트리옴팡호(Le Triomphant)

영국이 일본 제국에 선전포고한 후, BPC의 지도부는 오스트레일리아 정부에 BPC 직원들의 대피를 지원해 줄 것을 촉구했다. 당국은 일본이 깊은 수심의 항구나 비행장이 없기 때문에 섬을 침공할 가능성이 낮다는 보고서 때문에 신속하게 대응하지 않았다. 당국의 안주함은 서양인들의 철수가 나우루인들 사이에서 오스트레일리아의 위신을 떨어뜨릴 것이라는 믿음으로 인해 더욱 커졌다. 마침내 1942년 1월 말에 대피가 승인되었다. 초기 계획은 모든 서양인과 중국인을 대피시키는 것이었다. 이 지역에서 일본 해군의 활동이 증가함에 따라, 자유 프랑스 해군 소속 구축함 르 트리옴팡이 대피 임무에 사용되었다. 르 트리옴팡은 뉴헤브리디스 제도의 말레쿨라만에 위장 정박해 있던 BPC 화물선 트리엔자를 만났는데, 당시 트리엔자는 나우루로 향하는 50톤의 보급품을 싣고 있었다. 트리엔자의 화물 일부를 실은 르 트리옴팡은 나우루를 향해 전속력으로 항해하여 2월 23일에 도착했다. 보급품 하역과 민간인 승선은 신속하게 진행되었다. 초기 계획과는 달리, 선박 내 혼잡한 상황으로 인해 중국인 인구의 일부만 태우기로 결정했다. 61명의 서양인, 391명의 중국인, 그리고 영국 수비대원 49명이 승선했다. 191명의 중국인이 나우루에 남겨졌는데, 이들은 나중에 대피될 것이라고 들었지만, 일본군의 빠른 진격으로 인해 대피되지 못했다. 프레더릭 로이든 챌머스와 두 명의 선교사를 포함한 7명의 서양인들은 섬 주민들을 돌보는 것이 자신들의 의무라고 느끼며 남기로 선택했다. 이 대피 후, 나우루에는 약 1,800명의 나우루인, 190명의 길버트인, 200명의 중국인이 남아 있었다(영국령 길버트 엘리스 제도 출신 길버트인과 영국령 홍콩 출신 중국인은 전쟁 전에 BPC에 의해 노동자로 데려온 것이다). 대피하기 전 BPC 직원들은 인산염 채굴 시설을 철저히 파괴했다.

## 점령

### 1942년

#### 일본군의 침공
RY 작전은 일본이 나우루와 바나바섬을 침공하여 점령하려는 계획에 붙인 이름이었다. RY 작전은 원래 1942년 5월, MO 작전(뉴기니섬와 솔로몬 제도 침공) 직후, 그리고 미드웨이섬에 대한 공격인 MI 작전 이전에 실행될 예정이었다.
나우루에 대한 일본군의 첫 점령 시도는 5월 11일에 시작되었는데, 시마 기요히데 소장의 지휘 아래 순양함 한 척, 기뢰부설함 두 척, 구축함 두 척, 그리고 해군육전대 부대로 구성된 일본 제국 침공군이 라바울을 떠났다. 이 기동대는 미국 해군 잠수함 S-42의 공격을 받아 기뢰부설함 오키노시마를 잃었다. 나머지 기동대의 작전은 일본 정찰기가 미국 항공모함 USS 엔터프라이즈와 USS 호넷이 나우루로 향하고 있는 것을 발견한 후 취소되었다.
두 번째 시도는 8월 26일 추크에서 출격한 기동대에 의해 시작되었다, 출격 후 사흘 뒤, 팔라우 제43경비대 소대원들이 나우루에 무저항으로 상륙하여 점령 임무를 수행했다. 소대원들은 9월 15일 마킨 환초를 떠나 이틀 뒤 나우루에 도착한 제5특수기지대 중대와 합류했다. 1942년 10월까지 나우루에는 11명의 장교와 249명의 일본인 병사가 상륙했다. 1943년 3월 7일, 다케나오 다케노우치 대위가 제67해군수비대를 지휘하기 위해 나우루에 도착했으나, 다케노우치는 재임 기간 내내 병상에 있었고, 실제 지휘는 초기 상륙 부대를 이끌었던 나카야마 히로미 중위가 맡았다. 7월 13일, 히사유키 소에다 대위가 다케노우치를 대신하여 제67해군수비대 사령관으로 부임했으며, 소에다는 전쟁이 끝날 때까지 이 직책을 유지했다.
나우루에 남아 있던 5명의 오스트레일리아인들이었던 프레더릭 로이든 챌머스 (나우루 행정관), 버나드 해셀든 퀸 박사 (정부 의료관), W. H. 슈그 (의료 보조원), F. 하머 (BPC 엔지니어), W. H. 도일 (BPC 감독관)-은 억류되어 나우루의 어느 병원 근처 집에 감금되었다. 두 명의 선교사, 알로이스 카이저와 피에르 클라비즈는 한동안 종교 활동을 계속할 수 있었다.

#### 신질서
일본군은 도착 직후 티모시 데투다모를 원주민들의 추장으로 임명했다. 나우루인들은 그에게 복종하라는 명령을 받았고, 그렇지 않으면 "껍질이 벗겨져 돼지처럼 취급될 것"이라고 위협했다. 데투다모는 전쟁 전 행정부에서 나우루 추장 협의회의 추장을 지냈으며 나우루인들에게 존경받는 인물이었다. 그러나 일본 통치 하에서 데투다모는 자율적으로 의사를 결정할 수 없었으며, 점령군의 명령을 받아 일을 시행하는 것이 유일한 임무였다. 일본군의 명령을 따르지 않는 주민들은 가혹한 처벌을 받을 수 있었다. 나우루인들은 법을 어긴 혐의로 여러 명의 중국인, 길버트인, 일본인이 참수당하는 것을 목격했다.
일본군은 상륙 후 주민들이 버린 여러 가옥과 원주민 소유의 모든 차량을 징발했다. 그들은 일본인 노동자와 나우루인에게 매일 900그램의 쌀과 45그램의 소고기를 배급하는 배급제를 시행했으며, 중국인에게는 더 적은 양을 주었다. 나우루의 남성은 일본인을 위해 일해야 했으며, 한국인 및 일본인 노동자와 함께 즉시 비행장 건설에 투입되었다. 건설은 빠른 속도로 진행되었으며, 강제 노동자들은 명령받은 속도로 일할 수 없으면 구타당했다.
일본의 통치는 오스트레일리아의 온정주의적인 통치 방식에 비해 가혹했지만, 적어도 원주민인 나우루인에게는 일본이 통치하는 다른 지역만큼 잔인하지는 않았다. 일본군들은 선전, 교육 프로그램, 오락을 사용하여 원주민들을 선동하려 했다. 일본군들은 일본 학교를 건설했고, 많은 나우루인들이 전쟁 중 일본어를 배웠다. 또한 일본군들이 조직한 축하 행사를 위해 원주민 무용수들을 고용하여 나우루인들에게 추가 수입을 안겨주었다. 일본군들은 주민들에게 큰 영향력을 행사하던 두 유럽인 선교사들의 활동에 간섭하지 않기로 결정했고, 예배를 허용했다.일본군들은 또한 이전 행정부의 직원 일부를 고용했다. 그러나 일본군들은 인종 계층의 바닥에 있다고 여겼던 중국인들에게 특히 가혹했다. 그들은 다른 주민들보다 더 자주 그리고 더 잔인하게 식량 부족과 구타에 시달렸다.

#### 요새화

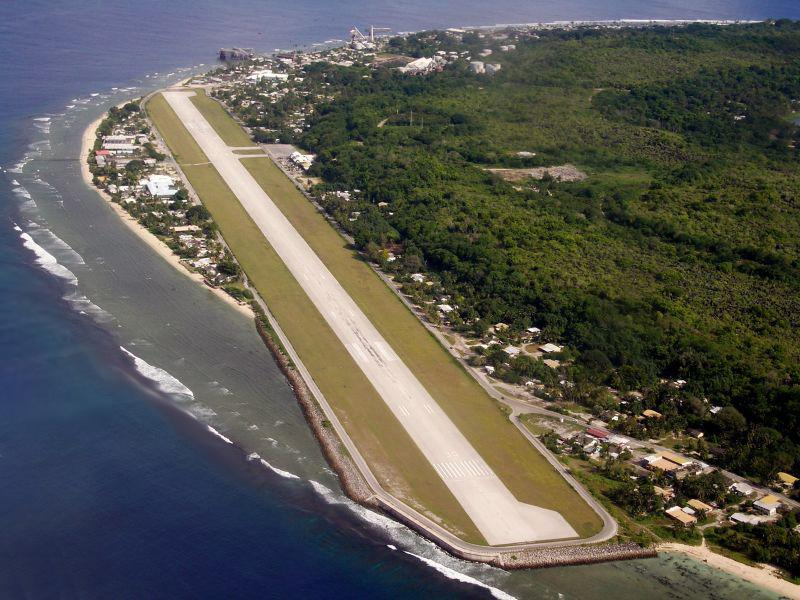
나우루 국제공항, 일본 점령의 유산

나우루의 요새 구축 작업은 일본군들의 첫 임무였다. 그들은 해안을 따라 155mm 포를 배치하고 커맨드 리지에 12.7mm 대공 기관총을 설치했다. 그들은 해변에 특화점, 내륙에 엄폐호, 그리고 지하 병원을 건설했다. 일본군들의 주요 작업은 비행장 건설이었다. 비행장을 건설하기 위해 그들은 1,500명의 일본인과 한국인 노동자를 데려왔을 뿐만 아니라 나우루인, 길버트인, 중국인들에게 강제 노동을 강요했다. 좁은 해안 지대에 비행장을 건설하면서 보에구와 야렌구의 많은 원주민들이 강제로 쫓겨났는데, 이 지역은 나우루에서 가장 좋은 토지 중 하나였다. 비행장은 1943년 1월에 가동되기 시작했다. 메넹구와 아나바르구에서도 비행장 공사가 시작되었으나 완공되지 못했다.
일본이 나우루를 침공한 목표 중 하나는 나우루의 인광석 산업을 장악하는 것이었다. 1942년 8월 29일 상륙 후 며칠 만에 일본군들은 남양흥발주식회사(Nanyo Kohatsu Kabushiki Kaisha) 직원 72명을 데려와 오스트레일리아인들이 떠나기 전에 파괴했던 채굴 시설의 상태를 평가했다. 일본군들은 일부 기계 부품을 회수하고 중국인들에게 인광석 수집을 시작하라고 명령했다. 그러나 1943년 6월에는 군대와의 마찰 후 직원들이 떠났고, 이후의 일본 점령 기간 동안 인광석 선적이 이루어진 흔적은 없다.
콰잘레인 환초와 나우루 사이의 거리는 매우 컸고, 때문에 1943년 2월 15일, 길버트 제도, 바나바섬 및 나우루는 콰잘레인 제6기지대에서 제외되고, 대신 베티오에 본부를 둔 새로운 제3특수기지대에 재편입되었으며, 마쓰오 게이스케 대신 도모나리 사이치로 제독이 부임했다. 마쓰오는 지휘권 상실로 인해 1943년 5월 2일 할복했다. 나우루는 중앙 태평양의 방어선 중 하나의 연결고리 역할을 수행했다.

### 1943년~1944년

#### 미군의 공세
1942년 여름 일본이 나우루를 점령할 무렵, 태평양에서의 일본군 공세는 끝나가고 있었다. 일본군은 산호해 해전에서 저지당하고 밀른베이 전투와 미드웨이 해전에서 패배한 일본군은 방어 태세로 전환해야 했다. 1943년, 상대적으로 가까운 길버트 제도와 마셜 제도에서 미국군의 공세가 임박함에 따라, 나우루 주둔군은 8월 회의에서 미국 미국 합동참모본부가 섬을 우회하기로 결정했다는 사실을 모른 채 방어력을 계속 강화했다. 역사가 새뮤얼 모리슨은 다음과 같이 썼다.
"타라와에서 불과 380마일 떨어진 비행장이 있는 섬을 적의 손에 남겨두는 것은 현명하지 않은 것 같았다. 그러나 나우루에 대해 더 조사할수록 아무도 그곳을 공격하는 것을 좋아하지 않는다는 것을 깨달았다. 나우루는 항구나 라군이 없는 단단한 섬으로, 적이 비행장을 건설한 좁은 해안 평원이 있는 모자 모양이며, 적이 해안 방어용 포를 설치한 부분도 있었다. 언덕이 많은 내륙은 인광석 채굴용 굴과 갱도로 가득했다. 이것은 일본인이 방어 작전을 위해 좋아하는 종류의 지형이었다."
치열한 전투는 피했지만, 나우루는 정기적인 폭격에 시달렸고, 연합군 군함들은 보급선이 섬에 도달하는 것을 점점 더 어렵게 만들었다.
1943년 11월 중순부터 미군은 길버트 마셜 제도 전역을 지원하기 위해 6주 동안 나우루를 폭격하여 비행장을 효과적으로 파괴했다. 1943년 ㅔ12월부터 1945년 1월까지 더 작은 규모의 공습이 거의 매일 계속되었다.

#### 오스트레일리아인 살해
1943년 3월 25일, 미국 육군 항공대(USAAF) 소속 폭격기 15대가 비행장을 폭격하여 폭격기 전투기 7대를 파괴했다. 섬에 억류되어 있던 5명의 오스트레일리아인들은 이 폭격 직후 일본군에 의해 살해되었다.
전쟁 후, 1946년 5월 라바울에서 열린 오스트레일리아 군사재판에서 히로미 나카야마 중위는 나우루에서 5명의 오스트레일리아인을 살해한 죄로 사형 선고를 받았고, 8월 10일에 교수형에 처해졌다.

#### 인구 이동

1943년 6월 나우루 인구 이동: 2,000명 이상의 일본인 및 한국인 병사와 노동자들이 섬에 도착하고(빨간색 화살표), 600명의 바나바섬 원주민들도 도착한다(파란색 화살표). 같은 기간, 1,200명의 나우루인들이 추크로 강제 이주된다(녹색 화살표).

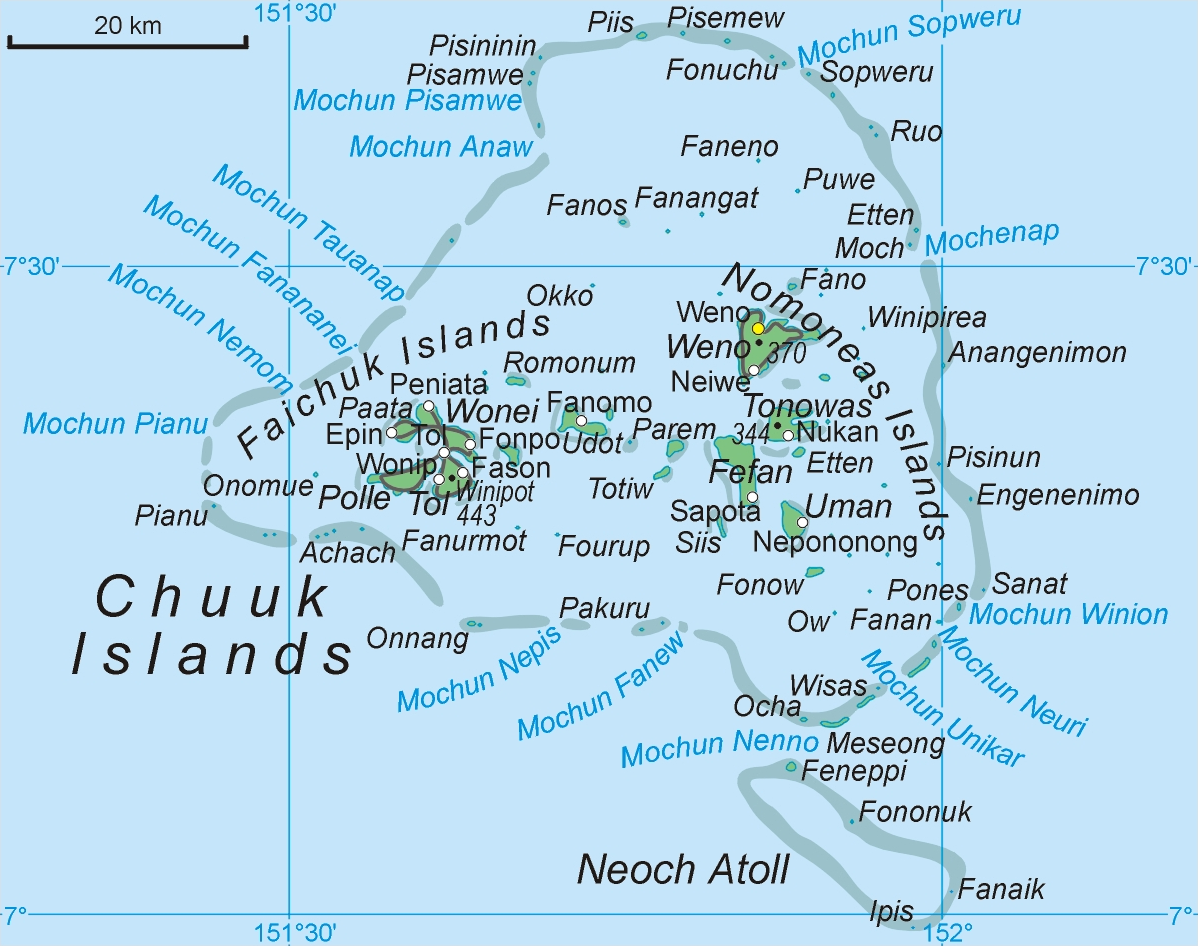
나우루인 추방자들의 목적지인 추크 제도

나우루에서 일본군은 섬 크기에 비해 거대한 수비대를 설치했다. 1943년 6월에는 5,187명의 주민이 있었는데, 이는 1940년에 비해 2,000명 더 많은 수치였다. 이 수치에는 군인 1,388명, 한국인 및 일본인 노동자 1,500명, 그리고 이전에 BPC가 데려온 길버트인 400명과 중국인들이 포함되었다. 따라서 나우루인 1,848명은 자신들의 섬에서 소수 민족이었다. 6월 말에는 1,000명의 군인이 나우루로 더 보내졌다.
당국은 봉쇄된 과밀한 섬에서의 기아를 우려하여 나우루 인구 전체의 강제 이주를 결정했다. 마지막 수송선이 도착한 직후, 일본군은 나우루인 협의회를 소집하여 티모시 데투다모의 지휘 아래 일부 섬 주민들을 강제 이주시키겠다고 발표했다. 그들은 나우루인들에게 목적지를 알려주기를 거부했으며, 이는 주민들의 불안감을 증폭시켰다. 나우루인들은 단지 자신들이 보내질 섬에는 식량이 풍부하다는 말만 들었다. 출발 직전, 섬의 군사 계층에서 2인자였던 나카야마는 데투다모에게 쇼와 천황의 인장이 찍힌 서신을 주면서 나우루인들이 그의 보호 아래 있음을 알렸다. 이 서신은 나중에 망명자들의 통행증으로 사용되었다.
1943년 6월 29일 밤, 나우루인 600명과 중국인 7명이 해안가로 끌려가 아키바산 마루라는 이름의 화물선에 승선했다. 다음 날, 아키바산 마루는 해군 함정의 호위 아래 트루크 제도를 향해 출항했다.
이 출항 후 일본군은 나우루에서 가장 잔혹한 전쟁 범죄를 저질렀다. 메넹구에 오스트레일리아인들이 건설한 집단 거주지에 살던 나병 환자 39명 학살이다. 일본군이 도착하기 전에는 나병 환자들이 가족의 방문을 받을 수 있었고, 어떤 경우에는 자녀들과 함께 살 수도 있었다. 점령자들은 전염을 두려워하여 상륙하자마자 그들을 완전히 고립시켰고, 그들의 가족을 추크로 가는 첫 번째 배에 태웠다. 1943년 7월 11일, 나병 환자 39명은 폰페이로 이송될 것이라는 말을 듣고 어선에 태워졌고, 이 어선은 일본군 경비정 신슈마루에 의해 바다로 예인되었다. 배들이 나우루 시야에서 사라지자마자 예인줄이 끊어졌고, 신슈마루의 승조원들은 선박의 50mm 대포와 7.7mm 기관총을 어선에 발포하기 시작했다. 나병 환자들은 전부 사망했고, 배는 전복되어 침몰했다. 학살을 명령했던 지휘관 나카야마 중위는 나중에 신임 수비대장 소에다 대위에게 나병 환자와 그들의 배가 잴루잇 환초로 이송되던 중 태풍으로 실종되었다고 말했다.
다음 달, 앙상하게 마른 바나바섬 주민 659명이 이웃한 일본에 점령된 바나바섬에서 나우루로 끌려왔다. 그들은 나우루인들에게 일본의 존재 때문에 황폐해져 풀과 나무껍질을 먹으며 살아야 했던 자신들의 땅의 가뭄에 대해 이야기했다.
새로운 군인 1,200명이 1943년 8월 6일에 도착했고, 같은 날, 두 명의 선교사인 알로이스 카이저와 피에르 클라비즈가 이끄는 여성과 어린아이들로 구성된 또 다른 나우루인 601명 그룹이 망명길에 올랐다. 첫 번째 그룹의 행방에 대한 소식은 아직 없었다.
9월 11일, 남아 있는 나우루인들을 강제 이송하는 데 사용될 배가 섬 해안에 도착했지만, 미군 잠수함의 어뢰 공격으로 파괴되었다. 이로 인해 일본군은 나우루 인구 전체를 이주시키고 토지 권리가 없는 사람들만 섬에 남겨두려던 계획을 완료하지 못했다.
1943년에 나우루인 1,200명이 떠났지만, 더 많은 수의 일본인과 바나바인으로 대체되어 식량 부족을 완화하는 데 아무런 도움이 되지 않았다.

#### 고립 속의 생존

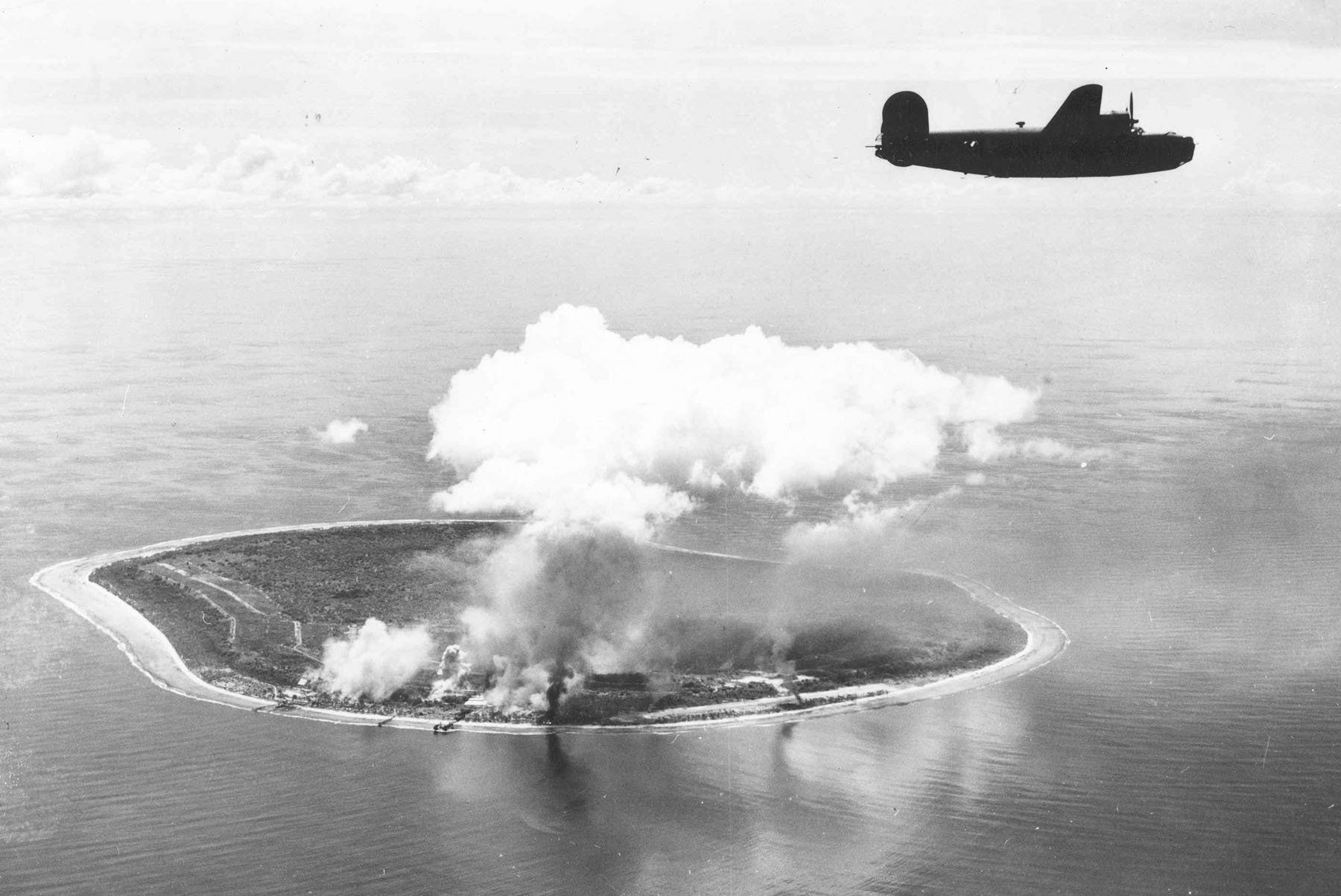
1943년 4월, 미 제7공군의 B-24 폭격기가 나우루를 폭격하는 모습

점령된 나우루는 태평양 제도와 일본을 연결하는 긴 보급선의 최전선에 있었다. 미국군의 서태평양 진격과 미국 잠수함의 효율성 증가는 나우루로의 보급 임무를 점점 더 어렵게 만들었다. 1943년 9월, 일본군 수비대에 보급품을 싣고 있던 6,000톤급 화물선이 섬 근처에서 침몰했다. 게다가 1943년~1944년 우기 동안 비가 거의 내리지 않아 섬에 심각한 가뭄이 발생했다. 1944년 1월 초에는 일본 보급선 두 척만이 나우루에 도착했다. 두 번째 배는 1월 10일에 도착했으며, 전쟁 기간 동안 기지에 보급품을 공급한 마지막 수상함이었다. 마지막 보급품과 탄약은 1944년 9월에 두 척의 잠수함에 의해 전달되었다.
이러한 상황은 주민들이 수입품 대신 다른 대안을 찾도록 강요했다. 그들의 주된 관심사는 식량 부족, 특히 일본 점령 하에서 주식이었던 쌀 부족을 해결하는 것이었다.
나우루인들의 자급자족을 위한 방법 중 하나는 정원을 최대한 활용하는 것이었다. 나우루인들은 많은 식용 식물을 재배했고, 곧 일본인들도 이를 모방하여 모든 사용 가능한 공간에서 농사를 짓기 시작했다. 일본군들은 가지, 옥수수, 호박, 고구마를 재배했다. 그럼에도 불구하고 충분한 생산량을 확보하지 못하자, 그들은 강제 동원된 중국인 노동자들이 주민들로부터 압류한 비료로 채워진 드럼통을 사용하여 호박 농장을 조성했다. 이 방법은 나우루의 열대 기후에서 매우 효과적이었지만, 그 결과 이질이 퍼져 여러 사람이 사망했다. 농장 주변에는 파리떼가 들끓었고, 악취가 매우 심했다. 코코야자 나무의 수액으로 만든 야자술은 귀중한 식이 섬유 보충제였으며 때로는 유일하게 이용 가능한 식량이었다. 야자술을 만드는 데 사용된 모든 나무는 목록화되어 주민들에게 할당되었는데, 일본인에게는 세 그루, 태평양 섬 주민에게는 두 그루, 중국인에게는 한 그루씩이었다. 시간이 지나자 야자나무들은 너무 많이 사용되어 코코야자를 더 이상 생산할 수 없게 되었다. 이후 고무나무 열매가 식용 가능하다는 것을 알게 된 일본인들은 섬 주민들이 그것을 수확하는 것을 금지하고 독식하기 시작했다.
고립으로 인해 식민지 기간 동안 잊혀졌던 사냥, 어업, 수확 및 기타 전통적인 관행이 다시 활발해졌다. 남자들은 절벽 위로 올라가 작은 새인 검은 제비갈매기를 사냥했고, 여자들은 암초에서 해산물을 채취했으며, 모두가 가능한 한 많은 물고기를 잡았다. 나우루 여성들은 코코야자 섬유로 꼬은 끈을 만들었는데, 이것은 못 대신 건축에 사용되었으며, 카누 제작과 어업에도 사용되었다. 판다누스 잎으로는 매트, 바구니, 임시 주거지 틀, 돛에 사용되는 튼튼한 직물을 만들었다.

### 1945년
1945년 1월까지 나우루에 대한 공습은 줄어들었고, 태평양 전쟁의 전선은 서쪽으로 이동했다. 약 40명의 나우루인이 공격으로 사망했고, 더 많은 사람들이 부상당했다. 식량 부족은 더욱 심각해졌다. 여러 중국인 노동자들이 아사했고, 모든 계층의 섬 주민들은 영양실조, 고갈되는 의약품, 그리고 창궐하는 다양한 질병으로 고통받았다. 그러나 대부분의 나우루에 남아있던 주민들은 1943년에 강제 이주된 동족들보다 더 나은 상황에 있었다.
강제 이주당한 나우루인들은 타리크섬, 톨섬, 페판섬, 그리고 추크 제도의 다른 섬들로 재배치되었다. 나우루에서와 마찬가지로 그들도 일본인을 위해 강제 노동을 해야했으며, 추크가 미군에 의해 폭격당하고 고립되면서 식량 부족에 직면했다. 티모시 데투다모, 카이저 신부, 클리바즈 신부 등의 노력에도 불구하고 추크의 상황은 의약품 부족과 나우루인들의 신분 때문에 더욱 악화되었다. 추크 제도의 원주민들은 부족한 자원을 침입자(나우루인)들과 공유하는 것을 싫어했으며, 일본인들은 나우루에서보다 훨씬 더 가혹하게 그들을 대했다. 많은 이주민들이 구타당했고, 많은 여성들이 성폭행을 당했다. 모든 이들은 주로 방어 진지를 파고 일본군 주둔지를 위한 식량을 재배하는 고된 노동에 장시간 시달려야 했다.
1945년 8월 15일 일본의 항복 발표 후에도 나우루인 망명자들은 승리한 연합군에 의해 잊혀진 채 몇 주 동안 일본인을 위해 계속 일할 수밖에 없었다. 데투다모가 연합군 사령관들에게 도움을 간청하는 편지를 쓰는 동안에도 나우루인들은 계속해서 영양실조 관련 질병과 굶주림으로 죽어갔다. 1945년 6개월 동안, 나우루인 200명이 타리크에서 사망했다.
1946년 1월, 추방된 이들은 마침내 BPC 선박 트리엔자를 타고 나우루로 송환되었다. 1943년에 떠났던 나우루인 1,200명 중 800명 미만만이 돌아왔다.

## 항복

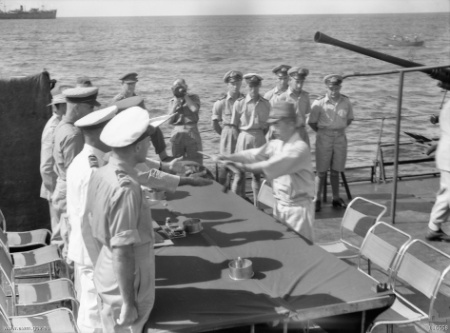
일본군 사령관 소에다 히사유키가 HMAS 다이만티나에 탑승한 오스트레일리아 사령관 J. R. 스티븐슨에게 칼을 건네고 있다.

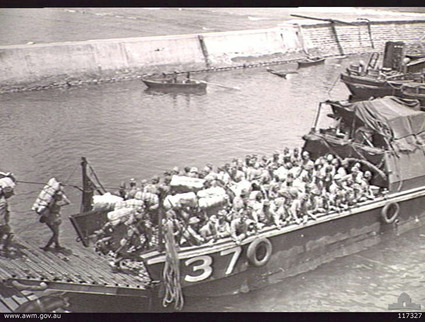
일본군이 항복 후 RAN 선박에 탑승하여 부건빌섬으로 향하기 위해 바지선에 승선하고 있다.

태평양 전쟁이 마침내 끝을 향해 가면서, 연합군 사이에서는 나우루와 이웃한 바나바섬을 누구에게 항복시켜야 할지에 대한 불확실성이 있었다. 이들은 미국 지휘권 아래 있었고, 미군이 섬들을 해방시킬 계획이었으나, 오스트레일리아와 뉴질랜드는 두 섬이 경제에 중요하며 인광석 채굴을 가능한 한 빨리 재개해야 한다고 주장했다. 따라서 오스트레일리아 왕립 해군이 해방 임무를 수행하기로 합의했고, 오스트레일리아 사령관은 항복 문서에 두 번 서명했다. 처음에는 영국 대표로서, 그 다음에는 미국 태평양 함대 사령관을 대표해서였다.
9월 8일, 오스트레일리아 항공기들은 항복 절차를 감독할 인력을 태운 세 척의 배가 오고 있음을 알리는 전단지를 살포했다. 닷새 뒤인 9월 13일, 프리깃 HMAS 다이만티나가 HMAS 버드킨과 코르벳함 HMAS 글레넬그의 호위를 받으며 해안에 도착했다. 배 안에는 영국 인산염위원회 현지 부서의 행정관 윌리엄 보트와 나우루 경찰서장 토마스 커드 등 저명한 식민지 행정 인사들이 타고 있었다. 그들과 함께 전쟁 발발 당시 오스트레일리아에서 유학 중이던 나우루인 청년 다섯 명도 돌아왔다. 배가 섬에 가까워지자 승객들은 나우루의 황폐화된 상황을 분명히 볼 수 있었다. 신호로 일본군과 오후 2시에 항복 의식을 진행하기로 합의했다. 오스트레일리아 사령관 J. R. 스티븐슨 준장은 뉴질랜드 왕립 해군의 P. 핍스와 BPC 대표들과 함께 나우루 일본군 사령관 소에다 히사유키의 항복을 받았다. 그는 복종의 표시로 자신의 가타나를 스티븐슨에게 건넸다. 무기는 탁자 중앙에 놓였고, 항복 조약은 영어와 일본어로 낭독되었다. 소에다는 동의의 표시로 고개를 숙이고 문서에 서명한 후 급히 배로 떠났고, 장교들은 배에 남아 심문을 받았다.
다음 날, 500명의 오스트레일리아 병력이 상륙했다. 그들은 환호하는 군중의 환영을 받았고, 일본군은 병영에 갇혔다. 그날 오후, 군사 의식에서 유니언 잭이 3년 만에 처음으로 나우루 상공에 게양되었다. BPC의 경영진들은 섬을 조사하여 채굴 기반 시설의 피해 정도를 파악했고, 인광석 공장이 완전히 파괴된 것을 발견했다.
10월 1일부터 3일까지, 섬에 있던 일본군과 한국인 3,745명은 솔로몬 제도와 부건빌섬으로 향하는 연합군 선박에 태워졌다. 이송 과정에서 일본군들은 승선 작전을 맡은 나우루인들에 의해 괴롭힘을 당했다. 또한 그들은 복수하려는 중국인들에게 지팡이로 폭력적인 공격을 받았다. 폭행 가해자들은 오스트레일리아인들에 의해 제지되었다.
| 일본군             | 일본인 및 한국인 노동자 | 태평양 원주민 | 중국인 | 나우루인 | 총 인구 |
| ------------------ | ----------------------- | ------------- | ------ | -------- | ------- |
| 2681               | 1054                    | 837           | 166    | 591      | 5329    |
| 출처 : Tanaka 2010 |                         |               |        |          |         |

## 여파
나우루에서는 결정적인 전투가 벌어진 적이 없었고, 일본군도 그곳에서 소수의 소규모 공습만을 감행했다. 그럼에도 불구하고, 나우루는 중앙 태평양 전역에서 중요한 역할을 했다. 침공하기에는 너무 잘 방어되어 있었고, 나우루의 비행장과 전략적 위치는 무시하기에는 너무 위협적이었다. 따라서 미국은 나우루를 무력화시키기 위해 상당한 노력과 자원을 투입해야 했다. 군사적으로 볼 때, 나우루의 일본군은 매우 효과적으로 임무를 수행했다고 할 수 있다.
BPC는 신속하게 움직였다. 대부분의 유럽인 직원이 돌아오고, 새로운 시설이 건설되고, 새로운 노동자들이 유입되면서 1946년 7월에 인광석 채굴이 재개되었다. 섬의 위생 상태도 빠르게 회복되었다.
나우루인들에게 점령은 그들의 사회와 심리에 깊은 영향을 미쳤다. 오스트레일리아인들에게 보호받지 못하고, 미국인들에게 폭격당하며, 일본인들에게 고통받고, 추크인들에게 외면당하면서 자결의 씨앗이 싹트기 시작했다. 역사가 낸시 J. 폴록은 다음과 같이 썼다.

첫째, 큰 전쟁의 도구로 사용된 후 자신들의 삶을 통제하려는 결의를 가지고, 그들은 영국 인산염위원회의 이주 제안을 거부했다. 나우루인들은 자신들의 섬과의 유대를 유지하고 싶어했다. 전쟁 후 인산염 로열티를 위한 투쟁은 자결에 대한 열망을 원동력으로 하며 계속되었고, 나우루인들이 위원회로부터 2천만 오스트레일리아 달러에 인광석 산업을 매입하고 1968년에 나우루가 독립을 선언하면서 마무리되었다. 둘째, 나우루섬은 나우루인들에게 더욱 소중해졌다. 대부분의 나우루인들은 계속해서 나우루에 살고 있다. 이주하는 사람들은 교육을 받거나, 나우루 외교 공관에 취직하거나, 소수의 경우 오스트레일리아에서 일자리를 찾기 위해서이다. 그러나 나우루 인구의 대부분은 나우루 섬에 살고 있다. 이 점에서 그들은 인구의 상당 부분이 다른 선진국으로 이주하는 다른 태평양 도서 국가들과 현저히 다르다.

## 같이 보기
- 일본의 길버트 제도 점령

### 참고 문헌
- Garrett, Jemima (1996). 《Island exiles》. 시드니: ABC books. 200쪽. ISBN 0-7333-0485-0.
- Gill, G. Hermon (1957). 《Australia in the War of 1939–1945》. Series 2 – Navy. I – Royal Australian Navy, 1939–1942 1, 1957판. 캔버라: 오스트레일리아 전쟁기념관. Gill57.
- Williams, Maslyn; Macdonald, Barrie (1985). 《The Phosphateers: A History of the British Phosphate Commissioners and the Christmas Island Phosphate Commission》. Melbourne University Press. 586쪽. ISBN 0-522-84302-6.
- Tanaka, Yuki (2010). 《Japanese Atrocities on Nauru during the Pacific War: The murder of Australians, the massacre of lepers and the ethnocide of Nauruans》. Japan focus. 2015년 3월 19일에 원본 문서에서 보존된 문서. 2011년 2월 4일에 확인함.
- Viviani, Nancy (1970). 《Nauru, Phosphate and Political Progress》. Australian National University Press. ISBN 0-7081-0765-6.